# Asciodes
Asciodes é um gênero de mariposa pertencente à família Crambidae.